# Bongo (district)
Pour les articles homonymes, voir Bongo (homonymie).
Le district de Bongo  (officiellement Bolgatanga Municipal District, en Anglais) est l’un des 9 districts de la Région du Haut Ghana oriental au Ghana.

## Villes et villages du district
| - Soe Soboko - Gowrie-Tingre - Zoko Tarongo - Lungu - Dua - Namoo - Zoko-Kodorogo - Bongo-Nyariga - Zoko Kanga | - Adaboya - Bogorogo - Gowrie Nayire Central Zoko-Gambrongo-Azaabisi - Zoko-Gambrongo - Seo-Asabagabisi (Wabisi) - Vea-Akugrebisi - Zoko-Goo - Dua Apuwongo - Balungu-Gantorisi |

## Sources
- GhanaDistricts.com